# Батама
Батама́ — село в Зиминском районе Иркутской области России. Административный центр Батаминского муниципального образования.

## География
Находится примерно в 28 км к западу от районного центра.

## Происхождение названия
Название села Батама происходит, возможно, от бурятского бат, батама — «кочка», «возвышенность» (в якутском языке есть подобное слово, обозначающее «кочковое болото»).

## История
Село Батама — центр муниципального образования, было основано в 1908 году украинскими переселенцами с Волыни. Именно тогда в рамках Столыпинской аграрной реформы началось заселение глухих таёжных земель добровольными переселенцами.

## Население
| 2002 | 2010 | 2011 | 2012 |
| ---- | ---- | ---- | ---- |
| 1047 | ↘982 | ↘981 | ↗991 |

По данным Всероссийской переписи, в 2010 году в селе проживали 982 человека (456 мужчин и 526 женщин).
Неофициальным культурным центром сибирских украинцев считается село Батама в Зиминском районе. Здесь сохранились практически в первозданном виде язык и национальный уклад украинских переселенцев.

## Экономика
Свиноводческий совхоз «Батаминский» вошёл в состав СПК «Окинский» в 1994 году. В 2001 году из Йошкар-Олы завезли 95 черно-пестрых телочек с хорошей продуктивностью. На сегодня[когда?]

 из них осталось 30 голов. С тех пор новые коровы не приобретались. Всего же на ферме 529 коров. В 2010 году они дали 5800 тонн молока. Молоко увозят на Саянский молочный комбинат, где его разливают в пакеты на продажу, а также производят масло, творог, сметану, кисломолочные продукты.
Доярка Батаминской фермы Марина Еремеева установила небывалый для Зиминского района рекорд. За 2009 год сибирячка надоила от каждой бурёнки семь с лишним тысяч килограммов молока — живого сладкого, густого — первый раз в истории Зиминского района. Ещё совсем недавно результат вдвое меньший считался в районном хозяйстве рекордом.

## Образование и культура
В селе Батама действуют ДК «Сибирь», Центр украинской культуры и истории села, МОУ «Батаминская СОШ», детский сад «Улыбка». С 2016 года в селе проходит ежегодный региональный фестиваль вареников «Пан Вареник».

## Галерея

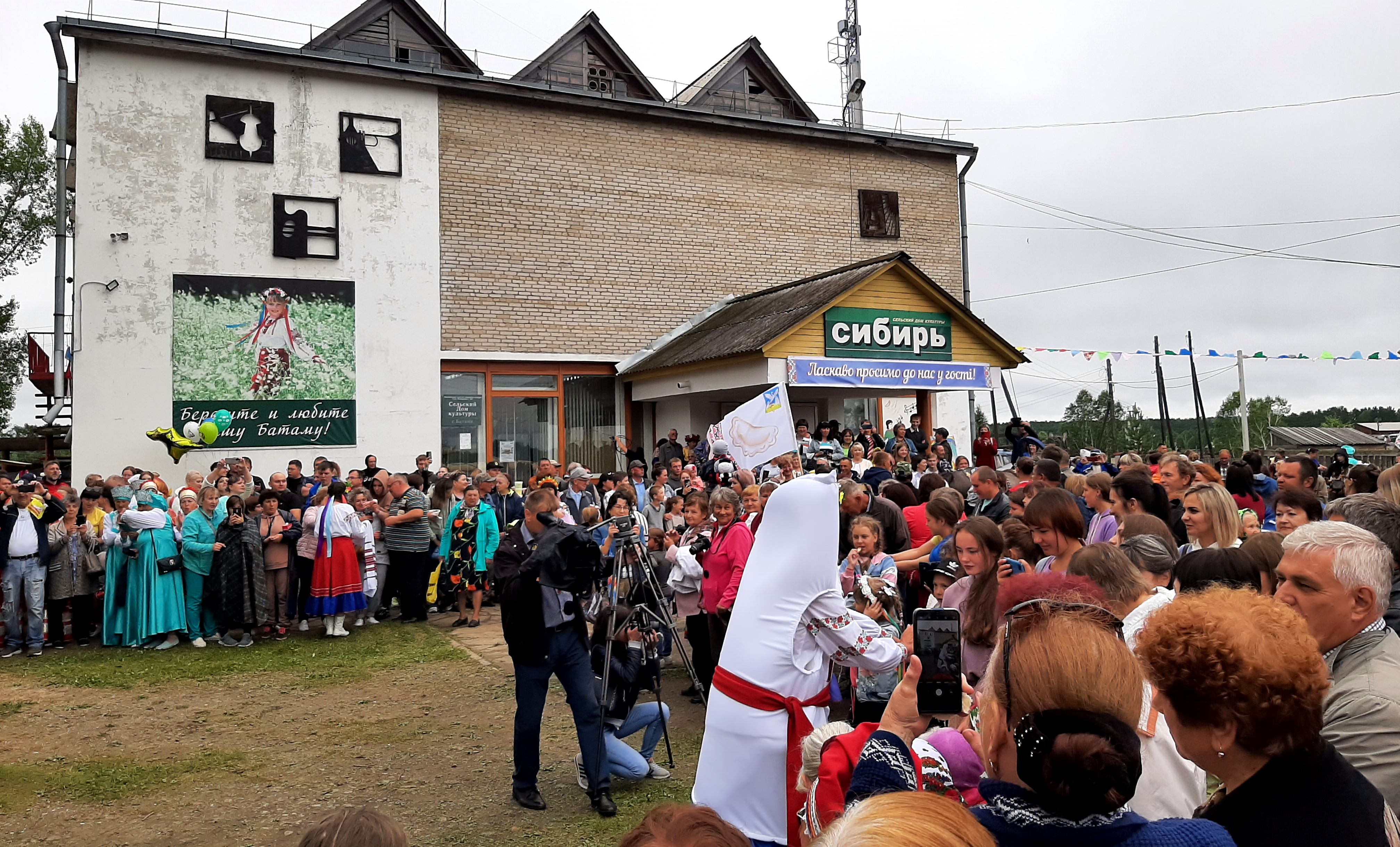
ДК «Сибирь», региональный фестиваль вареников «Пан Вареник» (2022)
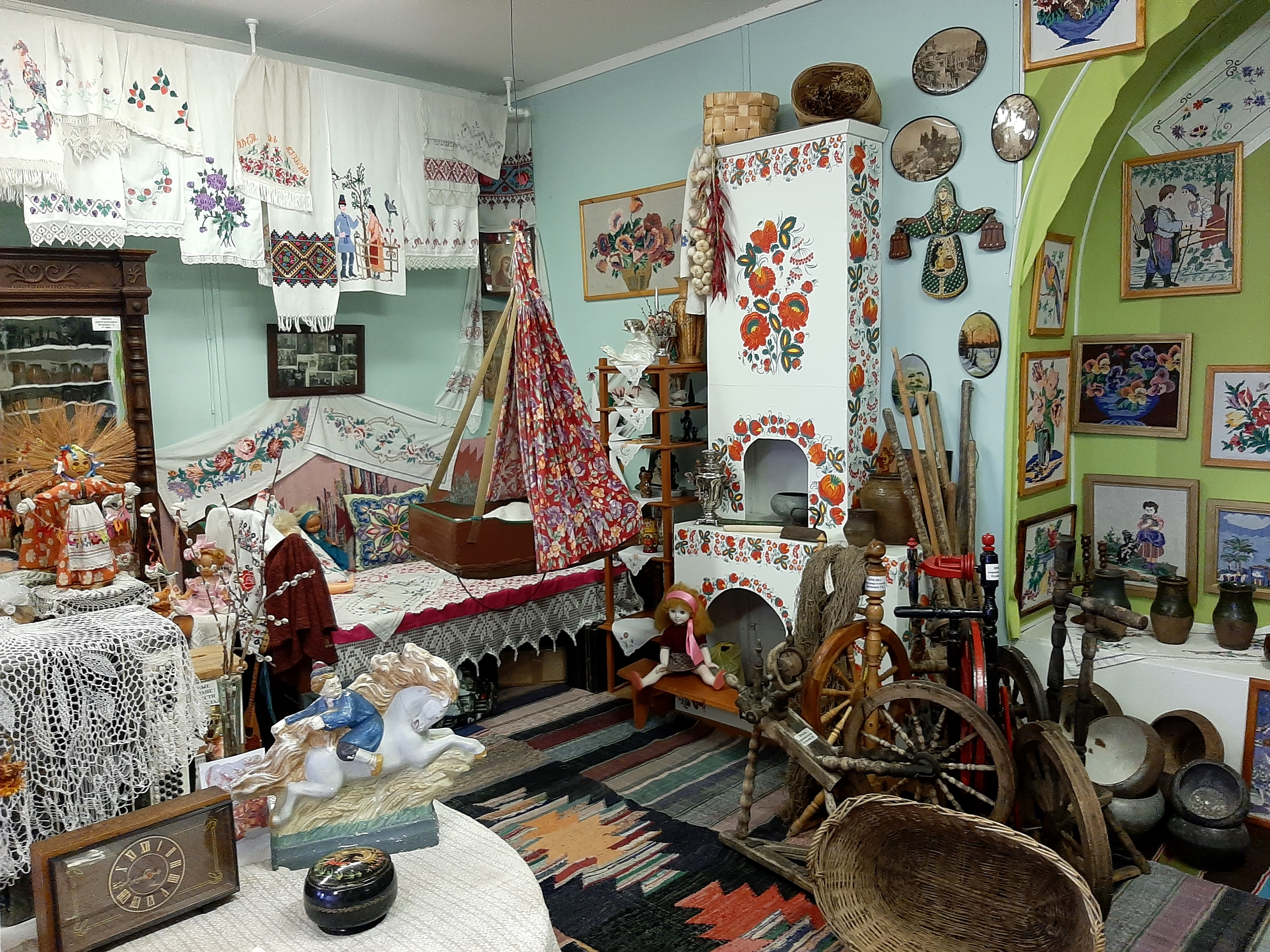
В Центре украинской культуры и истории села